# Psammodromus algirus
Psammodromus algirus (піщана ящірка алжирська) — вид ящірок родини ящіркових (Lacertidae). Мешкає в Західному Середземномор'ї.

## Опис
Піщана ящірка алжирська — струнка ящірка з маленькою головою і загостреною мордою. Її загальна довжина становить 25—31 см, довжина хвоста становить 2/3 довжини решти тіла. Спинні луски великі, кілеподібні, лежать одна на одній, як черепиця. Верхня частина тіла світло-коричнева, темно-коричнева або оливкова, уздовж боків проходять дві чіткі жовті або білуваті смуги. У південних популяцій горло і боки мають червонуватий відтінок. Нижня частина тіла білувата або зелена. У самців на плечах є дві сині плями, а під час сезону розмноження щоки та горло в них набувають оранжево-червоного кольору.

## Поширення
Мешкає в Центральному й Північному Марокко, на півночі Алжиру й Тунісу, на Піренейському півострові, на півдні Франції (на захід від Рони), а також на Майорці та на невеликому італійському острівці Коніглі поблизу Лампедузи. 

## Особливості біології
Ящірки живуть у густих чагарникових заростях, у рідколіссях і соснових лісах, на евкаліптових плантаціях, на прибережних дюнах і пляжах. Віддають перевагу сухим, піщаним місцевостям, порослим чагарниками, з великою кількістю укриттів. У горах Сьєрра-Невада зустрічаються на висоті до 2600 м над рівнем моря. Активні протягом усього дня, переважно вранці і вдень. Живляться павуками, мурахами, жуками та іншими безхребетними, а також дрібними ящірками. Відкладають яйця, у кладці їх від 8 до 11.

## Охорона
Psammodromus algirus охороняється в Європі і занесена до Додатку ІІІ Бернської конвенції (охоронна категорія: вид підлягає охороні).

## Систематика
Виділяють чотири підвиди:

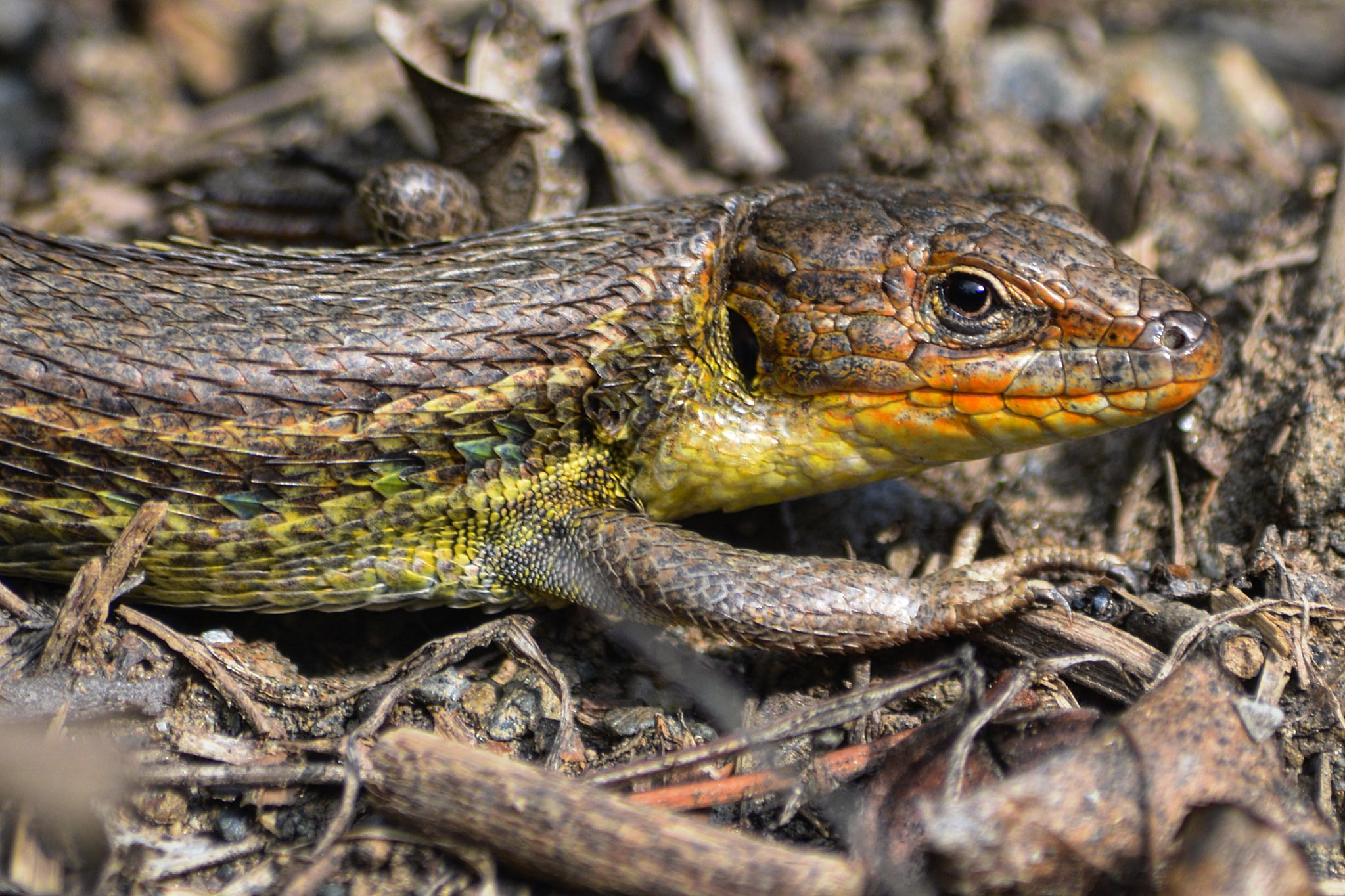
Піщана ящірка алжирська

- Psammodromus algirus algirus (Linnaeus, 1758);
- Psammodromus algirus doriae Bedriaga, 1886;
- Psammodromus algirus nollii Fischer, 1887;
- Psammodromus algirus ketamensis Galán, 1931.

МСОП виділяє європейську популяцію у два окремі види — Psammodromus manuelae (західноіберійську) та Psammodromus jeanneae (східноіберійську). Вони були виділені як окремі види у 2006 році, однак генетичне дослідження 2010 року показало, що ці види є синонімами P. algirus.